# Skorpion włoski
Skorpion włoski (Euscorpius italicus) – gatunek skorpiona z rodziny Euscorpiidae.

## Występowanie
Skorpion włoski zamieszkuje północną Afrykę (Maroko, Algieria, Tunezja), zachodnią Azję (Gruzja, Turcja, Jemen – introdukowany) i południową Europę (Rosja, Rumunia, była Jugosławia, Albania, Grecja, Włochy i San Marino, Francja, Monako, Szwajcaria i Węgry). Preferuje miejsca ciepłe, często jest spotykany w budynkach, ruinach, szczelinach i na ścianach. Może zamieszkiwać też pod kamieniami, gałęziami i w norkach; na wschodniej części obszaru śródziemnomorskiego spotykany jest w górskich lasach.

## Wygląd
Skorpion włoski osiąga długość 35–50 mm, samice są nieco większe od samców. Jest największym przedstawicielem rodzaju Euscorpius. Ciało skorpiona włoskiego ma ciemnobrązowy kolor, odnóża i telson są jaśniejsze. Ma on nogogłaszczki zakończone dużymi w stosunku do ciała szczypcami, co jest przystosowaniem do kopania. Ciało jest masywne, odnóża krótkie. Zaodwłok jest krótki i cienki.

## Tryb życia

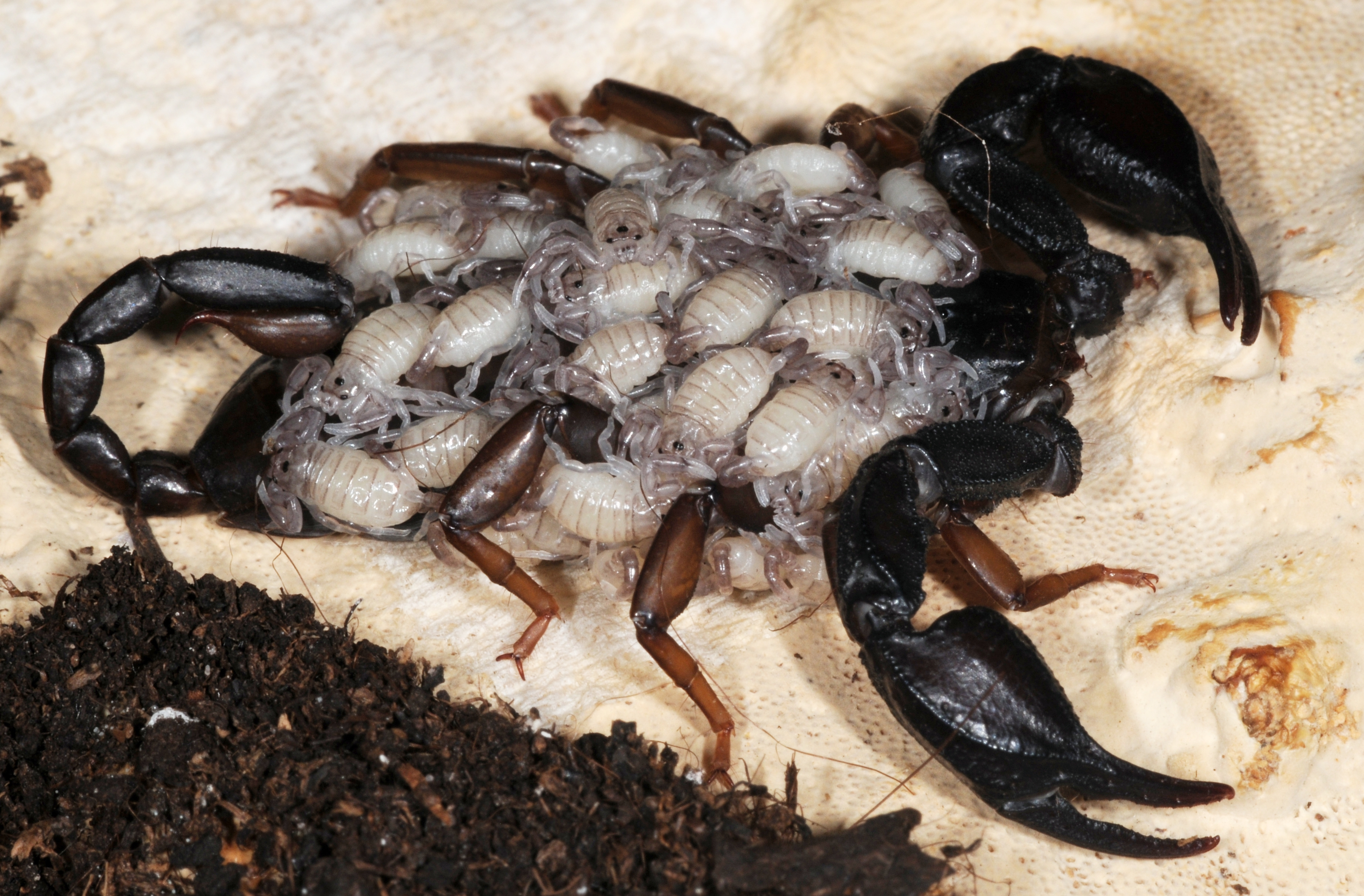
Samica z młodymi na grzbiecie

Gatunek ten jest aktywny nocą, powolny i nieagresywny. Ukąszenia ludzi zdarzają się rzadko i są niegroźne. Jad jest słaby, porównywalny z jadem pszczoły. Rozwój zarodkowy trwa 4–5 miesięcy, samica rodzi około 30 młodych, które przez około 2 tygodnie nosi na grzbiecie, zanim staną się samodzielne. Skorpion włoski żyje od 3 do 5 lat.

## Hodowla
Skorpiony włoskie bywają hodowane przez ludzi. Temperatura w terrarium powinna być równa 20–25 °C; nocą może być niższa, do 18 °C. Wilgotność powietrza powinna zawierać się w granicach 50–70%. Dorosłe można hodować w grupach, nie przejawiają agresji w stosunku do własnego gatunku. Można je karmić świerszczami, mniejszymi karaczanami i larwami mączników.